# Kamienice przy ul. Chełmińskiej 28 w Toruniu
Kamienice przy ul. Chełmińskiej 28 w Toruniu, zwane również kamienicami Rösnera – dwie zabytkowe bliźniacze kamienice zbudowane pod koniec XIV wieku, pierwotnie gotyckie, przebudowane i połączone na przełomie XVII i XVIII wieku w stylu późnobarokowym. Położone są przy ulicy Chełmińskiej 28 na Starym Mieście w Toruniu.
Ok. 1714 roku, w czasie gdy należały do burmistrza Torunia Jana Gotfryda Rösnera, zostały przebudowane. Zyskały wówczas bliźniacze późnobarokowe fasady pokryte dekoracją stiukową o motywach roślinnych. 